# Antarchaea carnea
Antarchaea carnea är en fjärilsart som beskrevs av Louis Beethoven Prout 1922. Antarchaea carnea ingår i släktet Antarchaea och familjen nattflyn. Inga underarter finns listade i Catalogue of Life.